# Ulisse De Dominicis
Ulisse De Dominicis (Ascea, ... – 21 gennaio 1862) è stato un politico italiano.

## Biografia
Ulisse de Dominicis era figlio dell'avvocato Teodosio de Dominicis, patriota cilentano, fucilato in piazza Porta Nova a Salerno per aver partecipato ai moti cilentani del 1828. 
Fu deputato al Parlamento borbonico del 1848. Perseguitato dai Borboni per le sue idee liberal-radicali, riuscì a fuggire a Malta e da qui si rifugiò nel Regno di Sardegna, a Genova, dove visse fino al 1860. Dopo l'unità d'Italia, nella VIII legislatura, fu eletto deputato al Parlamento Nazionale nel collegio di Montecorvino Rovella. Morì l'anno dopo, nel 1862